# Tamara Manukowa
Tamara Anatoljeuna Manukowa (biał. Тамара Анатольеўна Манукова, ros. Тамара Анатольевна Манукова, Tamara Anatoljewna Manukowa; ur. 11 lutego 1953 w Nowogródku) – białoruska nauczycielka, komunistyczna działaczka partyjna i polityczka, deputowana do Rady Najwyższej Republiki Białorusi XIII kadencji, sekretarz Komitetu Centralnego Partii Komunistów Białoruskiej.

## Życiorys

### Młodość i praca
Urodziła się 11 lutego 1953 roku w Nowogródku, w obwodzie baranowickim Białoruskiej SRR, ZSRR. W 1975 roku ukończyła Grodzieński Państwowy Instytut Pedagogiczny, w 1982 roku – Miński Państwowy Instytut Pedagogiczny. W latach 1975–1977 pracowała jako metodyczka w Nowogródzkim Domu Pionierów i Uczniów. W latach 1978–1984, 1991–1996 i od 1998 roku była wychowawczynią i nauczycielką w Nowogródzkiej Szkole-Internacie dla Dzieci z Poważnymi Wadami Wymowy. W latach 1984–1991 pełniła funkcję konsultantki w gabinecie wychowania politycznego, kierowniczki sekcji ogólnej, wydziału ideologii i propagandy, sekretarz Nowogródzkiego Komitetu Miejskiego Komunistycznej Partii Białorusi. W latach 1996–1998 była bezrobotna. Należała do Partii Komunistów Białoruskiej i pełniła funkcję sekretarz jej Komitetu Centralnego. W latach 1990–1995 była deputowaną do Nowogródzkiej Miejskiej Rady Deputowanych.

### Działalność parlamentarna
W drugiej turze wyborów parlamentarnych 28 maja 1995 roku została wybrana na deputowaną do Rady Najwyższej Republiki Białorusi XIII kadencji z nowogródzkiego miejskiego okręgu wyborczego nr 137. 9 stycznia 1996 roku została zaprzysiężona na deputowaną. Od 23 stycznia pełniła w Radzie Najwyższej funkcję członkini, a potem sekretarz Stałej Komisji ds. Budownictwa Państwowego i Samorządu Lokalnego. Należała do frakcji komunistów. Od 3 czerwca była członkinią grupy roboczej Rady Najwyższej ds. współpracy z parlamentem Republiki Tureckiej.
Tamara Manukowa była jedną z deputowanych, którzy nie zostali dopuszczeni do udziału w zorganizowanym 19–20 listopada 1996 roku przez prezydenta Alaksandra Łukaszenkę I Wszechbiałoruskim Zgromadzeniu Ludowym. Zaraz potem potępiła organizację Zgromadzenia jako wydarzenia o charakterze niedemokratycznym, którego uczestnicy nie byli wybierani, a wyznaczani. 27 listopada 1996 roku, po dokonanej przez Łukaszenkę kontrowersyjnej i częściowo nieuznanej międzynarodowo zmianie konstytucji, nie weszła w skład utworzonej przez niego Izby Reprezentantów Zgromadzenia Narodowego Republiki Białorusi I kadencji. Zgodnie z Konstytucją Białorusi z 1994 roku jej mandat deputowanej do Rady Najwyższej zakończył się 9 stycznia 2001 roku; kolejne wybory do tego organu jednak nigdy się nie odbyły.

## Życie prywatne
Alena Skryhan ma syna.